# Championnats du monde juniors de ski alpin 2020
Navigation
Val di Fassa 2019 Bansko 2021
La 39e édition des Championnats du monde juniors de ski alpin se déroule du 4 mars 2020 au 14 mars 2020 à Narvik en Norvège. C'est la 5e fois que la Norvège organise ces Championnats du monde juniors après Hemsedal en 1987 (co-organisation avec la Suède), Geilo en 1991, Voss en 1993 et Hafjell en 2015.
La compétition devait durer onze jours pendant lesquels se devaient se dérouler onze épreuves : cinq épreuves individuelles masculines et féminines, et une épreuve par équipes mixtes.
Mais le 12 mars, après 6 épreuves disputées, les 5 dernières épreuves sont annulées en raison de la pandémie de maladie à coronavirus.
Chez les hommes, seules les épreuves de vitesse sont disputées. Le suisse Alexis Monney emporte la descente, alors que l'autrichien Stefan Rieser emporte le super G (il se classe aussi 3e de la descente).
Chez les femmes, c'est le duo des autrichiennes Magdalena Egger et Lisa Grill qui domine la compétition. Magdalena Egger l'emporte dans 3 des 4 épreuves, suivie dans chaque course par Lisa Grill. La suédoise Sara Rask remporte le slalom géant.
Le tableau des médailles et le trophée des nations (Marc Hodler) sont remportés haut la main par l'Autriche qui s'empare de la moitié des médailles.

## Podiums

### Hommes
| Épreuves                  | Or                     | Argent                  | Bronze                 |
| ------------------------- | ---------------------- | ----------------------- | ---------------------- |
| Descente 7 mars 2020      | Alexis Monney Suisse   | Simon Talacci Italie    | Stefan Rieser Autriche |
| Super G 8 mars 2020       | Stefan Rieser Autriche | Armin Dornauer Autriche | Yannick Chabloz Suisse |
| Slalom géant 12 mars 2020 | annulé                 | annulé                  | annulé                 |
| Slalom 13 mars 2020       | annulé                 | annulé                  | annulé                 |
| Combiné 9 mars 2020       | annulé                 | annulé                  | annulé                 |

### Femmes
| Épreuves                  | Or                       | Argent                | Bronze                      |
| ------------------------- | ------------------------ | --------------------- | --------------------------- |
| Descente 07 mars 2020     | Magdalena Egger Autriche | Lisa Grill Autriche   | Monica Zanoner Italie       |
| Super G 08 mars 2020      | Magdalena Egger Autriche | Lisa Grill Autriche   | Karen Smadja-Clément France |
| Slalom géant 11 mars 2020 | Sara Rask Suède          | Neja Dvornik Slovénie | Kaja Norbye Norvège         |
| Slalom 13 mars 2020       | annulé                   | annulé                | annulé                      |
| Combiné 9 mars 2020       | Magdalena Egger Autriche | Lisa Grill Autriche   | Keely Cashman États-Unis    |

### Team Event
| Épreuves                        | Or     | Argent | Bronze |
| ------------------------------- | ------ | ------ | ------ |
| Par équipes mixtes 14 mars 2020 | annulé | annulé | annulé |

## Tableau des médailles
| Rang | Nation     | Or | Argent | Bronze | Total |
| ---- | ---------- | -- | ------ | ------ | ----- |
| 1    | Autriche   | 4  | 4      | 1      | 9     |
| 2    | Suisse     | 1  | -      | 1      | 2     |
| 3    | Suède      | 1  | -      | -      | 1     |
| 4    | Italie     | -  | 1      | 1      | 2     |
| 5    | Slovénie   | -  | 1      | -      | 1     |
| 6    | France     | -  | -      | 1      | 1     |
| 6    | Norvège    | -  | -      | 1      | 1     |
| 6    | États-Unis | -  | -      | 1      | 1     |

## Classement du trophée Marc Hodler
Le Trophée Marc Hodler, permet de classer les nations en fonction des résultats (par top 10) et détermine les futures places allouées aux nations en catégories juniors.
10 nations ont réussi à mettre un skieur dans le top 10 d'une épreuve de ces championnats du monde.
Le classement final est le suivant :
| Rang | Nation     | Points |
| 1    | Autriche   | 87     |
| 2    | Norvège    | 42     |
| 3    | Suède      | 36     |
| 4    | Italie     | 35     |
| 5    | Suisse     | 32     |
| 6    | États-Unis | 24     |
| 7    | Allemagne  | 22     |
| 8    | France     | 14     |
| 9    | Slovénie   | 13     |
| 10   | Finlande   | 7      |